# 2MASS J04151954−0935066
2MASS J04151954−0935066 är en ensam stjärna i den norra delen av stjärnbilden Eridanus. Den har en kombinerad skenbar magnitud av ca 15,5 och kräver ett störreteleskop för att kunna observeras. Baserat på parallaxmätning på ca 175,2 mas, beräknas den befinna sig på ett avstånd på ca 18,6 ljusår (ca 5,7 parsek) från solen.

## Egenskaper
2MASS J04151954−0935066 är en brun dvärgstjärna av spektralklass T8 C, och standardreferens för objekt av spektralklass T8. Den har en massa som är ca 0,03 solmassor, och en effektiv temperatur av ca 760 K.